# Кастел Больоне
Кастѐл Больо̀не (на италиански: Castel Boglione; на пиемонтски: Castervé, Кастерве) е село и община в Северна Италия, провинция Асти, регион Пиемонт. Разположено е на 260 m надморска височина. Населението на общината е 632 души (към 2010 г.).